# Литвиновка (Богодуховский район)
Литвиновка (укр. Литвинівка) — село в Валковской городской общине Богодуховского района Харьковской области Украины.
Код КОАТУУ — 6321288003. Население по переписи 2001 г. составляло 203 (85/118 м/ж) человека.
До 2020 года входило в Черемушанский сельский совет и Валковский район. С 17 июля 2020 входит в Богодуховский район.

## Географическое положение
Село находится в 1 км от места впадения реки Карамушина в реку Мжа, в 4 км от г. Валки, в 2 км от сёл Пески и Яблоновка.
С востока к селу примыкает большой лесной массив (дуб).
Рядом с селом проходят автомобильные дороги М-03 (E 40) и Р-22.

## История
- 1700 — дата основания.
- В 1940 году, перед ВОВ, в селе Литвиновка, располагавшемся на левом берегу реки Курячьей, были 262 двора, сельсовет, ботаническая опытная станция и четыре ветряные мельницы.[1]
- В 1940 году на соседнем, находившемся к западу хуторе Курячьем было 7 дворов.[5]

## Экономика
- В селе была при СССР молочно-товарная ферма.
- Комбикормовый завод.
- «Валковский ветсанзавод».

## Объекты социальной сферы
- Школа.
- Литвиновский фельдшерско-акушерский пункт.

## Достопримечательности
- Братская могила советских воинов и Памятный знак воинам-односельчанам. Похоронено 90 чел.
- Литвиновка (дендропарк), основан в 1930-33 гг. под руководством акад. Н. И. Вавилова. Тут растут около 200 видов деревьев-экзотов, в основном североамериканского и дальневосточного происхождения. В 1984 г. его было объявлено памятником садово-паркового искусства.[6]

## Известные люди
- Выдренко, Дмитрий Александрович — Герой Советского Союза.